# Mashmakhan
Mashmakhan war eine kanadische Rock-Fusion-Band, die ihre größten Erfolge in den frühen 1970er Jahren hatte. Ihr größter Erfolg war die Single As The Years Go By.

## Karriere
Die Band, aus der Mashmakhan hervorging, wurde 1960 in Montreal gegründet. Schon vorher traten Pierre Sénécal, Brian Edwards und Rayburn Blake gemeinsam auf. 1960 fiel bei einem ihrer Auftritte der Drummer kurzfristig aus. So wurde Jerry Mercer dazugeholt, der daraufhin der Band beitrat. Kurz darauf verließ Brian Edwards die Band wieder, während die verbliebenen drei Bandmitglieder kleinere Auftritte unter verschiedenen Namen wie The Phantoms, Ray Blake’s Combo und The Dominoes hatten.
1965 traten sie unter dem Namen The Triangle auf und hatten gemeinsame Auftritte mit dem R & B Sänger Trevor W. Payne. Vier Jahre unterstützten sie sich gegenseitig, bis The Trianglevon dem Musikproduzent Bob Hahn entdeckt wurde, der ihnen in Toronto einen Vertrag bei Columbia Records verschaffte. Payne hatte kein Interesse an diesem Vertrag. Edwards trat der Band für ein Jahr wieder bei, da man einen Bassisten brauchte, und man einigte sich schlussendlich auf den Bandnamen Mashmakhan. Der Name beruht auf Michoacán, eine Region in Mexiko,  die in dieser Zeit für ihr hochwertiges Marihuana bekannt war.
Der Song As The Years Go By, geschrieben von Pierre Sénécal, befand sich auf dem 1970 erschienenen Debütalbum Mashmakhan und wurde zum ersten und größten Hit der Band. Das Album verkaufte sich anfangs 100.000 mal in Kanada und 500.000 mal in den Vereinigten Staaten. In Japan wurde das Album sogar 1.000.000 mal verkauft. In Amerika wurde das Album vom bekannten Label Epic Records vertrieben. Die Band selber ging nie davon aus, dass gerade dieser Song sich zu einem Hit entwickeln würde, da er zu dem schon feststehenden Album neu hinzu geschrieben wurde. Die beiden nächsten Singles, Gladwyn und Days When We Are Free, konnten diesen Erfolg im englischsprachigen Bereich nicht erreichen.
1971 wirkten Mashmakhan in dem vom NFB (National Film Board of Canada) verfilmten Musikal Epilogue/Fièvre mit. Der Song Couldn’t Find the Sun, geschrieben von Rayburn Blake für diesen Film, wurde auf Mashmakhan’s zweiten Album The Family (1971) veröffentlicht. Obwohl sich dieses Album sehr gut in Japan verkaufte, wurde Mashmakhan innerhalb der USA und Kanada kaum noch anerkannt und die Mitglieder trennten sich. Blake trat der Lisa Hartt Band bei und veröffentlichte zudem Solomaterial. Mercer trat der Band April Wine bei. Sénécal versuchte mit den Musikern Brian Greenway, Steve Laing und Allan Nicholls Mashmakhan weiter bestehen zu lassen, doch ohne Erfolg. 1973 wurde die Band aufgelöst. Greenway und Laing sollten später ebenfalls April Wine beitreten.
Ihre größten Auftritte hatte die Band bei der Konzerttournee Festival Express 1970 innerhalb Kanadas. Dadurch, dass dieses Filmmaterial erst 2003 veröffentlicht wurde, wurde die Band auch der jüngeren Generation bekannt.

## Diskografie

### Alben
- 1970: Mashmakhan
- 1971: The Family
- 1995: Mashmakhan/The Family